# Присады (Московская область)
Присады — деревня в городском округе Серпухов Московской области России.
До декабря 2018 года деревня входила в состав Липицкого сельского поселения (до ноября 2006 года — Липицкого сельского округа) Серпуховского района.

## География
Присады расположены примерно в 21 км (по шоссе) на юго-восток от Серпухова, на реке Любожиха (правый приток Оки), высота центра деревни над уровнем моря — 137 м. 
В непосредственной близости к деревне с восточной стороны находится наукоград Пущино. Деревня представляет собой анклав, вдающийся в территорию городского округа Пущино.

## Население
| 2002 | 2006 | 2010 |
| ---- | ---- | ---- |
| 3    | →3   | ↘2   |

## Инфраструктура
На 2016 год в деревне зарегистрировано 4 садовых товарищества. Присады связаны автобусным сообщением с райцентром и соседними населёнными пунктами.